# Quang Trung, Hòa An
Quang Trung là một xã thuộc huyện Hòa An, tỉnh Cao Bằng, Việt Nam.

## Địa lý
Xã Quang Trung nằm ở phía đông huyện Hòa An, có vị trí địa lý:
- Phía đông giáp huyện Quảng Hòa và xã Nguyễn Huệ
- Phía tây giáp thành phố Cao Bằng
- Phía nam giáp xã Hồng Nam
- Phía bắc giáp xã Ngũ Lão.

Xã Quang Trung có diện tích 48,46 km², dân số năm 2019 là 2.646 người, mật độ dân số đạt 55 người/km².
Trên địa bàn xã Quang Trung có một số ngọn núi như: Giả Vuồng, Vò Nhật, Kê Tái, Lũng Thau, Lũng Vai, Phia Đeng, Pì Ta, Róc Bối và đồi Roỏng Rảc.
Sông Bằng Giang, suối Roỏng Rảc, suối Củn và suối Cốc Tém chảy qua địa bàn xã. Xã cũng có thủy điện Suối Củn được xây dựng ở con suối cùng tên.

## Lịch sử
Địa bàn xã Quang Trung hiện nay trước đây vốn là hai xã Hà Trì và Quang Trung thuộc huyện Hòa An.
Ngày 9 tháng 7 năm 2020, Ủy ban nhân dân huyện Hòa An, tỉnh Cao Bằng ban hành Thông báo số 55/TB-UBND về việc:
- Sáp nhập xóm Cộp My vào xóm Đông Sằng
- Sáp nhập 4 hộ của xóm Lũng Mằn vào xóm Nà Lại
- Sáp nhập 14 hộ của xóm Lũng Mằn vào xóm Khuổi Lừa
- Sáp nhập óm Nà Mùi vào xóm Hát Thín.

Trước khi sáp nhập, xã Quang Trung có diện tích 29,22 km², dân số là 1.728 người, mật độ dân số đạt 59 người/km², có 7 xóm: Pàn Kèn, Cốc Phia, Phan Thanh, Đông Sằng, Khuổi Khoang, Khau Súng, Khuổi Bắc. Xã Hà Trì có diện tích 19,24 km², dân số là 918 người, mật độ dân số đạt 48 người/km², được chia thành 4 xóm: Khuổi Lũng, Nà Lại, Nặm Tàn, Khuổi Lừa.
Ngày 10 tháng 1 năm 2020, Ủy ban Thường vụ Quốc hội ban hành Nghị quyết số 864/NQ-UBTVQH14 về việc sắp xếp các đơn vị hành chính cấp huyện, cấp xã thuộc tỉnh Cao Bằng (nghị quyết có hiệu lực từ ngày 1 tháng 2 năm 2020). Theo đó, sáp nhập toàn bộ diện tích và dân số của xã Hà Trì vào xã Quang Trung.

## Hành chính
Xã Quang Trung được chia thành 10 xóm: Cốc Phia, Đông Sằng, Khuổi Khoang, Khau Súng, Khuổi Bắc, Khuổi Lũng, Khuổi Lừa, Nà Lại, Nặm Tàn, Pàn Kèn, Phan Thanh.